# 715
Раннє Середньовіччя. Триває чума Юстиніана. У Східній Римській імперії завершилося правління Анастасія II, розпочалося правління Феодосія III. Більшу частину території Італії займає Лангобардське королівство, деякі області належать Візантії. У Франкському королівстві формально править династія Меровінгів при фактичній владі в руках мажордомів. В Англії триває період гептархії. Авари та слов'яни утвердилися на Балканах. Центр Аварського каганату лежить у Паннонії. Існують слов'янські держави: Карантанія та Перше Болгарське царство.
Омеядський халіфат займає Аравійський півострів, Сирію, Палестину, Персію, Єгипет, Північну Африку та Піренейський півострів. У Китаї править династія Тан. Індія роздроблена. В Японії почався період Нара. Хазарський каганат підпорядкував собі кочові народи на великій степовій території між Азовським морем та Аралом. Відновився Тюркський каганат.
На території лісостепової України в VIII столітті виділяють пеньківську й корчацьку археологічні культури. У VIII столітті тривало швидке розселення слов'ян. У Північному Причорномор'ї співіснують різні кочові племена, зокрема булгари, хозари, алани, авари, тюрки, кримські готи.

## Події
- Візантійські війська на Родосі проголосили імператором Феодосія III. Анастасій II пішов у відставку.
- Піренейський півострів майже повністю окупували маври. У руках візіготів залишилися лише Астурія, Піренеї та окремі ізольовані одна від одної християнські території.
- Помер каліф Валід I. Новим каліфом став Сулейман. Цей вибір не прийняв завойовник Середньої Азії Кутайба бін Муслім, і його стратили.
- Китайці відбили в арабів Фергану.

.

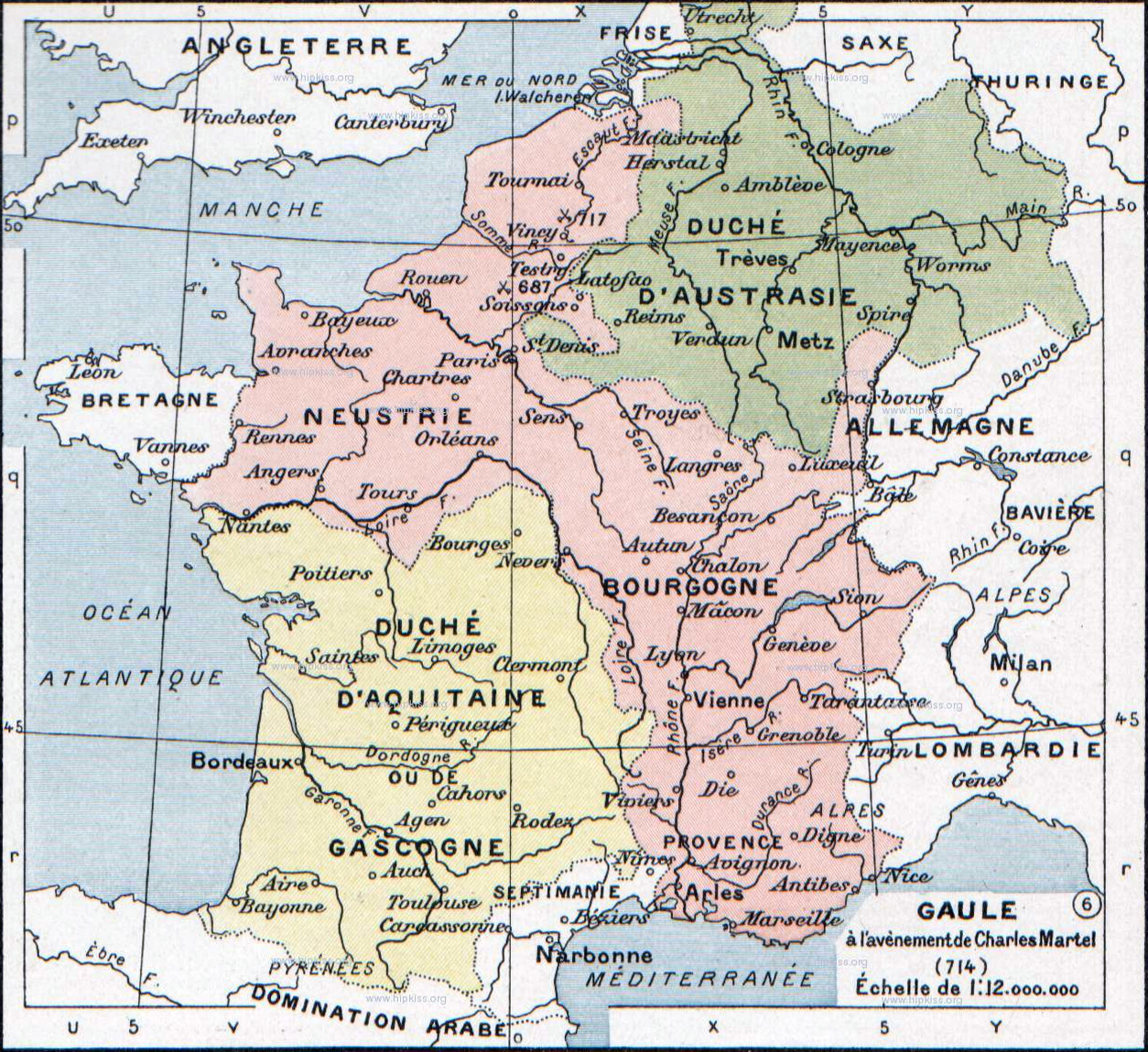
Франкське королівство після смерті Піпіна Герістальського

- У Франкському королівстві помер король Дагоберт III. Знать Нейстрії збунтувалася проти Плектруди. Рагенфред посадив на престол Хільперика II, а себе проголосив мажордомом Нейстрії. Карл Мартел утік із в'язниці й зібрав навколо себе прихильників в Австразії. Проти нього виступили фризи на чолі з Ратбодом, сакси теж перейшли кордони королівства. Бій при Комп'єні.
- 3 жовтня — кінець правління імператриці Ґеммей, початок правління імператриці Ґенсьо в Японії.
- Розпочався понтифікат Григорія II.
- Константинопольським патріархом обрано Германа.